# Sminthopsis macroura
Espèce
Statut de conservation UICN

 LC  : Préoccupation mineure
Le dunnart à tête rayée (Sminthopsis macroura) est un petit marsupial d'Australie

## Description
Sa longueur totale est de 15.5 à 20 cm, la longueur du corps est de 7.5 à 10 cm, celle de la queue de 8 à 10 cm. Son poids varie entre 15 et 25 grammes. Il ressemble à une petite souris avec une bande noire tracée entre les oreilles et le bout du museau. La queue est un peu rembourrée à la base, plus fine à l'extrémité.

## Distribution et habitat
On le trouve à travers tout le centre de l'Australie depuis le Pilbara en Australie occidentale, le centre du Territoire du Nord, l'ouest et le centre du Queensland, du sud au nord ouest de l'Australie-Méridionale, au nord et à l'ouest de la Nouvelle-Galles du Sud.
Il habite dans les sols sablonneux des zones semi-désertiques.

## Alimentation
Il se nourrit de termites.

## Reproduction
La période de reproduction va de juillet à février. la période de gestation est de 11 jours et les 6 à 8 petits de chaque portée passent 40 jours dans la poche marsupiale. Ils sont sevrés à 70 jours. Il y a deux portées par an.

## Galerie

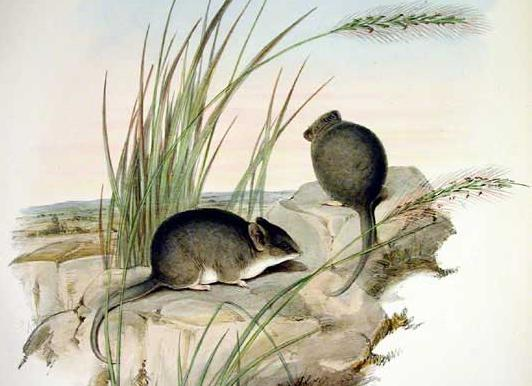
Dessin de John Gould